# El Eternauta II
El Eternauta II es una serie de historietas escrita por Héctor Germán Oesterheld e ilustrada por Francisco Solano López, y la continuación de El Eternauta. Publicada en 1976, fue la última obra que realizó Oesterheld antes de ser detenido-desaparecido al año siguiente durante la última dictadura cívico-militar argentina.

## Contexto histórico y trayectoria editorial
En 1975 la editorial Record reeditó, con gran éxito, la primera historia de El Eternauta, y debido a su éxito se le propuso a Oesterheld escribir una nueva versión. Sin embargo, ni el propio Oesterheld ni la situación del país eran las de aquel entonces: el guionista se había afiliado a Montoneros y había radicalizado el enfoque político de sus historias, mientras el país se encontraba gobernado por la última dictadura cívico-militar argentina (1976-1983), la cual implantó un terrorismo de Estado que, entre otras cosas, buscaba terminar con la organización guerrillera Montoneros.
En ese contexto, Oesterheld le da a esta nueva versión un enfoque político mucho más radical, próximo a la ideología de los propios Montoneros, y representa a Juan Salvo como un caudillo que lidera al pueblo a la victoria contra el invasor. El personaje de hecho no duda en mandar a otros personajes a la muerte o dejarlos morir (incluso a su esposa y su hija, Elena y Martita), si con eso logra la victoria contra el invasor. 
El dibujante, Solano López, no estaba previamente al tanto del giro que los guiones de Oesterheld había tomado ya desde antes (como por ejemplo en la versión con Breccia, La guerra de los antartes o Evita, vida y obra de Eva Perón), y manifestó su desacuerdo con el rumbo que se le estaba dando al personaje. Sin embargo, el guionista había pasado a la clandestinidad y apenas si pasaba por la editorial a dejar el guion, o lo enviaba a través de terceros. 
Oesterheld fue secuestrado y desaparecido el 27 de abril de 1977 por la dictadura militar. Sin embargo, la historia no quedó inconclusa y HGO logró concluirla un año antes; cabe mencionar que Solano López manifestó tener dudas sobre si los guiones finales de El Eternauta II fueron realmente escritos por Oesterheld o por otra persona en su lugar.[cita requerida]

## Argumento
La historia parte del punto donde terminó la primera, con el guionista de historietas parado ante la casa de Juan Salvo, quien olvidó todo al reencontrarse con su familia, y que recibía a Favalli, Lucas y Polsky para jugar al truco. 
Luego el guionista se dirige a su casa, perturbado y aún no pudiendo creer lo que le acaba de pasar: Cuando entra a su casa, él piensa que todo lo que le pasó pudo haber sido una alucinación o un fuerte dolor de cabeza. Se dirige a la silla en la cual él estaba sentado cuando apareció El Eternauta. Todavía le parecía escucharlo. Recordaba que estuvo un día y una noche escuchando la historia de la invasión, de la nevada, de los cascarudos, los gurbos, los manos, los ellos: hasta que de pronto, todo lo sucedido en la primera parte le empieza a girar en la cabeza. En un ataque de pánico e histeria, sale corriendo a la casa de Juan Salvo para decirle lo que  pasó entre ellos dos.
El guionista de historietas al entrar, empieza a contarle a Juan Salvo. Nadie le cree, pero se llenan de espanto al escuchar al visitante que dice quién componía la familia de Juan, el empleo de Juan y sus amigos y sus respectivos hobbies. Favalli empieza a interrogar al guionista y le dice que posiblemente él ha sido atrapado por un Continum al decirle que la aventura fue en 1963, estando ellos en agosto de 1959. En este preciso momento, el guionista confiesa que publicó la aventura dos veces y una tercera vez como libro en 1976, luego de esto, sufre otro ataque y pierde la memoria. Cuando despierta no sabe en dónde se encontraba y cuando está por regresar, Salvo y sus amigos lo invitan a jugar al truco con ellos. Se revela que el nombre del guionista es, ni más ni menos, Héctor Germán Oesterheld, aunque quiere que lo llamen por su segundo nombre. Juegan un truco de seis (Juan, Favalli y Lucas, por un lado, Germán, Elena y Polsky, por el otro). Germán se pone a pensar en el mundo exterior, como en el principio de la primera parte. Cuando estaba a punto de ganar aquella mano (tenía "flor" y el As de espadas), no se oye ningún ruido. De pronto Germán dice que recuerda todo, que recordaba la nevada, pero Juan le dice que también él recordaba, pero no había ninguna nevada. El primer episodio de El Eternauta II termina con un asustado Juan Salvo diciendo: "Esto es peor... ¡¡¡Mucho peor!!!"
De pronto se encuentran en un lugar completamente desolado. Cuando Juan quiere saber qué le dice Favalli, descubre que Favalli, Polsky y Lucas habían desaparecido (Polsky muere al principio de la nevada, Lucas es asesinado por un sobreviviente y Favalli es convertido, al final de la historia, en un hombre robot junto con Alberto Franco, Pablo y Mosca). Juan actúa como si Favalli aún estuviera con ellos y dice que hay que hacer inventario de las cosas que hay para comer, que hay que salir de la casa para conseguir algo de comida y tocar las conservas lo menos posible, pero antes de eso, dice que hay que saber cuál es el porcentaje de radiactividad con el contador Geiger que inventó Lucas (cabe destacar que Juan Salvo no es más el ser sensible que era en la primera parte de la historia, sino que ahora es más frío y calculador, Germán será ahora el que cargue con la "mochila humana"). Cuando van a salir, un viento muy fuerte tira la puerta para adentro, con lo que Juan y Germán, con mucho esfuerzo, cierran la puerta. Empiezan a escuchar ruidos misteriosos de una jauría y de un tropel de caballos, unas risas parecidas a las de las hienas y, posiblemente, un ave que choca contra la parte posterior de la casa. Deciden volver al altillo y fabricar arcos y flechas caseras (aunque ya tenían un rifle) con acero, alambre y varillas de duraluminio. Cuando los cuatro están practicando (Germán era el de peor puntería) Germán se refugia en la ventana y ve a un gurbo a lo lejos. Juan le dice que tiene que seguir practicando, pero esta vez Germán ve a una monstruosa Cosmonave girando sobre sí misma. Cuando amanece, Juan y Germán están por salir.
Cuando están por salir, un jilguero común se pone a cantar, incluso, mucho mejor que un canario. Al salir, van a ver qué fue lo que chocó contra la casa y descubren que un murciélago se agarró en el cuello de una lechuza en pleno vuelo, lo que provocó que esta chocara. Al seguir su camino, Germán descubre el bloque de un motor diésel (el colectivo que queda atravesado en la vereda al principio de la nevada), además, todavía se distuinguía las líneas de las veredas. Cuando continúan con su marcha, Juan se da cuenta de que no hay lugar en el que puedan abastecerse con comida, es el mismo momento en que Germán descubre un nido de hornero con dos entradas y respiraderos. Mientras Germán está sorprendido por su descubrimiento, Juan ve allí cerca a una liebre. Encontraron "comida". Luego, Juan apunta, pero erra el disparo. Al volver a intentarlo, se dan cuenta de que la liebre corrió a una velocidad fascinante. Aparece un chimango y, atacándola por detrás, parte el cráneo a la liebre. Luego el chimango va a hacer lo mismo con Germán, pero Juan mata al animal con el rifle. En este parte, descubren que los animales que han visto hasta el momento han sido cambiados por las bombas atómicas (ver El Eternauta). Luego de esto se dirigen al río, pero en lugar del río se encuentran con una barranca. Siguen derecho unos kilómetros, pero se encuentran con otra barranca más. Ven otra vez a la Cosmonave. A unos metros a la izquierda de ellos hay unas cuevas. Juan dice que quiere explorarlas, pero Germán ve que a unos metros abajo a un cachorro gimiendo y a su madre gruñendo y reculando. Juan va a ayudar al cachorro, pero Germán le dice que puede ser peligroso y le hace recordar al chimango. Cuando Juan sube, una jauría de perros les cierra el paso mientras el jefe de la jauría les gruñe. Juan no lo piensa dos veces y le saca al cachorro un hueso que tenía atorado en la garganta. La madre se va con el cachorro, la jauría se va y el último en irse es el jefe, que les echa una especie de sonrisa. También en los perros operó la mutación, los hizo más inteligentes. Al echar otro vistazo a las cuevas, Juan ve las huellas de un gurbo que se dirige a su casa. Mientras corren a la casa el eternauta piensa en Elena y Martita.
Cuando llegan a la casa de Juan, la descubren completamente destrozada. Deciden registrar en los escombros algún rastro ensangrentado, pero no encuentran nada. Mientras Germán sigue buscando, Juan lo llama y le muestra unas huellas que hay en el suelo. Siguen las huellas hasta los matorrales, donde Juan descubre un pedazo de la pollera de Elena, y también ven otras huellas confundiéndose con las de Elena y Martita. De pronto, sin que Juan y Germán lo pudieran ver, aparece el gurbo que destruyó la casa. Después de olfatearlos, el animal los empieza a perseguir. Germán, que había estado corriendo más lento por la edad, se dobla el tobillo, y no puede seguir. Juan vuelve para atrás para auxiliar a Germán. Cuando el gurbo estaba por matarlos, aparece la jauría de perros que atacan a los pies del gurbo, ya que los pies eran la parte más sensible de colosal monstruo. Los perros siguen así hasta tirar al gurbo por una barranca. El jefe de la jauría se dirige hasta donde está el Eternauta, y le "sonríe". Juan le pone por nombre "Amigo". Luego de esto, Juan le improvisa a Germán un bastón y vuelven a seguir las huellas. Mientras están siguiendo, Germán, que se queda atrás por el pie, ve otro nido de "superhornero" y también ve un nido de hormigas más evolucionado que los de antes (de hecho, se parecía a una de las primeras chozas que inventó el ser humano). Luego, Juan descubre otro pedazo de la pollera de Elena. Germán se recuesta en un árbol a descansar. Mientras está recostado, se pone a pensar que tal vez los que tomaron a Elena y Martita son seres humanos mutantes (llega a esta conclusión porque las huellas no tienen marcas de uñas, sino de una especie de calzado). Cuando Germán se va a levantar, descubre que su improvisado bastón está más lejos, y cuando lo va a agarrar, éste está roto. Juan va a ayudarlo y deja el rifle sobre un árbol, pero cuando se da cuenta, éste desaparece. Juan piensa que tal vez es un mono, hasta que los dos son golpeados en la nuca por un guijarro pequeño. Cuando se dirigen hacia los matorrales, porque de ahí venían los guijarros, descubren quiénes eran los que los lanzaban.
Juan comienza a organizar militarmente al pueblo de las cuevas, y en las ruinas de su casa toma un mapa de la ciudad y una guía telefónica, con las cuales buscar los sótanos de grandes empresas y conseguir toda la materia prima necesaria. Otro "Mano" (en realidad, un "Ello" disfrazado) intenta volver a capturar a Juan y Germán, pero logran expulsarlo y tomar el control del tanque, que se suma a las defensas del pueblo. Sin embargo, en la confrontación se revela que Juan Salvo sería un "mutante", con distintas habilidades sobrehumanas: gran fuerza en sus manos, no se agota, capacidad de notar a otras mentes cercanas (aunque no entenderlas, por lo que no llega a ser un telépata), de entender el funcionamiento de cualquier máquina sólo con verla, etcétera. 
Otro "Mano" capturado les revela el propósito de las 500 personas solicitadas: serían usadas como combustible, para que los "Ellos" regresen finalmente a su planeta. Incluso más, los "Ellos" no son muchos como se había pensado, sino solamente dos. Uno de ellos traicionó al otro, transportando a Juan Salvo con casa y todo a través del tiempo para que lidere al pueblo de las cuevas. Este "Ello" fue destruido por el otro. 
Los preparativos para la guerra continúan, y Juan decide ir junto a Germán y un par de docenas de adultos y ancianos más a hacer un golpe comando contra el Fuerte. Pero de todos ellos, sólo Juan, Germán y Bigua llegan hasta allí: en dos ocasiones, Juan mandó a todos los demás a la muerte, para que los que sobrevivan continúen con la misión. También Bigua muere en el fuerte, que Salvo sabotea para que explote. 
El ataque a las cuevas comienza mientras tanto, con zarpos con alas mecánicas y barcos con cañones. Juan y Germán toman un par de alas y se dirigen a la batalla. La misma tenía lugar en las cuevas y en un promontorio que detenía el avance de las cañoneras, y Juan eligió acudir primero a las cuevas. Allí salvaron a los niños y jóvenes del país de las cuevas, pero Elena y Martita, la esposa y la hija del Eternauta, murieron en el promontorio.
Al final de la historia, Juan y Germán aparecen de pronto nuevamente en el presente.

## Reediciones
- 1978 - "El Eternauta: Segunda parte" por Ediciones Récord
- 1983 - "El Eternauta: Segunda parte" - edición a todo color por Ediciones Récord
- 2004 - "Biblioteca Clarín de la Historieta" N.º 19
- 2007 - "El Eternauta II" por Doedytores

## Personajes deEl Eternauta II
- Personajes de El Eternauta II